# Gerhard Hauer
Gerhard Frühwirth ehem. Hauer (* 1985 in Wels, Oberösterreich, verheiratet mit Petra Frühwirth, Tochter Selina) ist ein ehemaliger österreichischer Skibobfahrer. Mit sechs Weltmeistertiteln und 39 Weltcupsiegen gehört er zu den erfolgreichsten Athleten der nichtolympischen Sportart. Zwischen 2010 und 2015 gewann der Linzer sechsmal in ununterbrochener Folge den Skibob-Gesamtweltcup.

## Biografie
Gerhard Hauer kam im Alter von acht Jahren durch seinen älteren Bruder Klaus zum Skibobsport und startete seit Kindheitstagen für die Schibob Union (SBU) Linz. Sein Vater Gerhard Hauer (senior), früher selbstständiger Kaufmann für Klima- und Lüftungsanlagen, war 1967 Gründungsobmann und langjähriger Präsident des Vereins sowie später Präsident der Sportunion Oberösterreich, der Fédération Internationale de Skibob (FISB) und der Fédération Internationale Catholique d’Education Physique et Sportive (FICEP).
Hauer gab in der Saison 2000/01 sein Debüt im Jugend-Europacup und erreichte in der Gesamtwertung mit vier Punkten Platz zwölf. In den folgenden Jahren konnte er sich stetig verbessern und den Winter 2003/04 nach mehreren Podiumsplätzen als Dritter abschließen. Bei seinen letzten Juniorenweltmeisterschaften in Gosau gewann er Silber im Slalom sowie Bronze im Super-G und in der Kombination. Am 17. Dezember 2004 startete er im Riesenslalom von Ischgl erstmals im Weltcup und wurde auf Anhieb Achter. Ohne zuvor auf das Podest gefahren zu sein, gewann er das letzte Rennen der Saison, einen Slalom in Missen, und klassierte sich im Gesamtweltcup auf Rang sechs. In der nächsten Saison blieb er ohne Podestplätze und kam auch bei seinen ersten Weltmeisterschaften in Grächen nicht über die Ränge vier, acht und zehn in Slalom, Super-G und Abfahrt hinaus. Im Winter darauf wurde er dank eines Sieges in Kirchberg Gesamtweltcup-Dritter, musste seine Heimweltmeisterschaften in Aigen im Mühlkreis aber ohne Erfolgserlebnis verlassen. Auch zwei Jahre später, als er in der Weltcup-Gesamtwertung hinter dem Tschechen David Krejčí Platz zwei belegte, glückte ihm im Rahmen der Weltmeisterschaften in Ustroń kein Medaillengewinn.
Der endgültige Durchbruch gelang Gerhard Hauer in der Saison 2009/10. Bei den Weltmeisterschaften in Kirchberg holte er Silber im Riesenslalom sowie Bronze im Slalom und in der Kombinationswertung. Außerdem sicherte er sich mit vier Siegen erstmals in seiner Karriere den Gewinn des Skibob-Gesamtweltcups, den er in den folgenden fünf Jahren erfolgreich verteidigen konnte. Im Rahmen der Weltmeisterschaften in Nauders gewann er im Riesenslalom seine erste Goldmedaille und hole zudem Slalom- und Kombinationssilber. Im Weltcup entschied er sieben Rennen für sich und hatte in der Gesamtwertung über 100 Punkte Vorsprung auf den zweitplatzierten Schweizer Björn Walter. 2012 gewann er in Deštné v Orlických horách im Slalom seinen zweiten Weltmeistertitel. Diesen konnte er im Jahr danach in Bad Hofgastein erfolgreich verteidigen. Den Weltcup dominierte er mit acht Siegen in zehn Rennen vor seinem Zimmer- und Klubkollegen Christian Ablinger. Bei den Weltmeisterschaften 2014 in Spital am Semmering gewann Hauer gleich drei „Goldene“, sowohl in seinen beiden Paradedisziplinen Riesenslalom und Slalom als auch in der Kombination. Im folgenden Winter holte er mit acht Siegen in elf Rennen zum sechsten Mal hintereinander den Gesamtweltcup, ehe er in der Saison 2015/16 aus beruflichen Gründen eine Pause einlegte.
Bei seinem Comeback war Hauer gleich wieder konkurrenzfähig und gewann drei Staatsmeistertitel sowie zwei Weltcups in Nauders. Als Gesamtweltcup-Zweiter musste er sich wie auch bei den Weltmeisterschaften in Grächen, wo er vier Silbermedaillen gewann, dem Tschechen Pavel Čiháček geschlagen geben. Ende Jänner 2018 gab er im Rahmen der österreichischen Meisterschaften am Hochficht das Ende seiner Laufbahn im Leistungssport bekannt.
Gerhard Hauer war sieben Jahre lang Heeressportler und arbeitete nebenher bei einer regionalen Bank. Er absolvierte ein Studium der Betriebswirtschaftslehre an der Johannes-Kepler-Universität Linz und ist als Banker tätig.

## Erfolge

### Weltmeisterschaften
- Grächen 2006: 4. Slalom, 8. Super-G, 10. Abfahrt
- Aigen im Mühlkreis 2007: 6. Riesenslalom, 8. Super-G, 12. Abfahrt
- Ustroń 2009: 4. Super-G, 5. Kombination, 7. Slalom, 8. Riesenslalom
- Kirchberg in Tirol 2010: 2. Riesenslalom, 3. Slalom, 3. Kombination, 4. Super-G
- Nauders 2011: 1. Riesenslalom, 2. Slalom, 2. Kombination, 8. Super-G
- Aigen im Mühlkreis/Deštné v Orlických horách 2012: 1. Slalom, 2. Kombination, 3. Riesenslalom, 6. Super-G
- Bad Hofgastein 2013: 1. Slalom, 2. Super-G, 2. Kombination, 5. Riesenslalom
- Spital am Semmering 2014: 1. Riesenslalom, 1. Slalom, 1. Kombination, 5. Super-G
- Grächen 2017: 2. Super-G, 2. Riesenslalom, 2. Slalom, 2. Kombination

### Weltcup-Platzierungen
| Saison  | Platz     | Punkte    |
| ------- | --------- | --------- |
| 2004/05 | 6.        | 106       |
| 2005/06 | 7.        | 79        |
| 2006/07 | 3.        | 111       |
| 2007/08 | 4.        | 164       |
| 2008/09 | 2.        | 138       |
| 2009/10 | 1.        | 175       |
| 2010/11 | 1.        | 309       |
| 2011/12 | 1.        | 175       |
| 2012/13 | 1.        | 226       |
| 2013/14 | 1.        | 155       |
| 2014/15 | 1.        | 233       |
| 2015/16 | Rennpause | Rennpause |
| 2016/17 | 2.        | 204       |

### Weltcupsiege
Hauer errang im Weltcup 75 Podestplätze, davon 39 Siege:
| Datum            | Ort                         | Land        | Disziplin         |
| ---------------- | --------------------------- | ----------- | ----------------- |
| 11. März 2005    | Missen                      | Deutschland | Riesenslalom      |
| 10. Februar 2007 | Kirchberg in Tirol          | Österreich  | Super-G           |
| 8. März 2009     | Erlbach                     | Deutschland | Slalom            |
| 16. Jänner 2010  | Neukirchen am Großvenediger | Österreich  | Slalom            |
| 17. Jänner 2010  | Neukirchen am Großvenediger | Österreich  | Riesenslalom      |
| 18. Februar 2010 | Wisła                       | Polen       | Riesenslalom      |
| 20. Februar 2010 | Deštné v Orlických horách   | Tschechien  | Riesenslalom      |
| 29. Jänner 2011  | Jablonec nad Jizerou        | Tschechien  | Riesenslalom      |
| 4. Februar 2011  | Lackenhof                   | Österreich  | Riesenslalom      |
| 12. Februar 2011 | Nauders                     | Österreich  | Riesenslalom (WM) |
| 11. März 2011    | Aigen im Mühlkreis          | Österreich  | Riesenslalom      |
| 11. März 2011    | Aigen im Mühlkreis          | Österreich  | Super-G           |
| 12. März 2011    | Aigen im Mühlkreis          | Österreich  | Slalom            |
| 2. April 2011    | Grächen                     | Schweiz     | Riesenslalom      |
| 23. Februar 2012 | Brenna                      | Polen       | Riesenslalom      |
| 24. Februar 2012 | Brenna                      | Polen       | Slalom            |
| 10. März 2012    | Aigen im Mühlkreis          | Österreich  | Slalom            |
| 12. Jänner 2013  | Deštné v Orlických horách   | Tschechien  | Riesenslalom      |
| 13. Jänner 2013  | Deštné v Orlických horách   | Tschechien  | Slalom            |
| 19. Jänner 2013  | Neukirchen am Großvenediger | Österreich  | Slalom            |
| 20. Jänner 2013  | Neukirchen am Großvenediger | Österreich  | Riesenslalom      |
| 16. Februar 2013 | Bad Leonfelden              | Österreich  | Slalom            |
| 23. Februar 2013 | Nauders                     | Österreich  | Riesenslalom      |
| 24. Februar 2013 | Nauders                     | Österreich  | Super-G           |
| 9. März 2013     | Aigen im Mühlkreis          | Österreich  | Slalom            |
| 1. Februar 2014  | St. Valentin auf der Haide  | Italien     | Slalom            |
| 8. März 2014     | Nauders                     | Österreich  | Super-G           |
| 8. März 2014     | Nauders                     | Österreich  | Riesenslalom      |
| 9. März 2014     | Nauders                     | Österreich  | Riesenslalom      |
| 24. Jänner 2015  | Nassfeld                    | Österreich  | Riesenslalom      |
| 25. Jänner 2015  | Nassfeld                    | Österreich  | Slalom            |
| 25. Jänner 2015  | Nassfeld                    | Österreich  | Slalom            |
| 7. Februar 2015  | Nauders                     | Österreich  | Riesenslalom      |
| 13. Februar 2015 | Bad Leonfelden              | Österreich  | Riesenslalom      |
| 14. Februar 2015 | Bad Leonfelden              | Österreich  | Slalom            |
| 15. Februar 2015 | Aigen im Mühlkreis          | Österreich  | Riesenslalom      |
| 15. Februar 2015 | Aigen im Mühlkreis          | Österreich  | Slalom            |
| 11. Februar 2017 | Nauders                     | Österreich  | Riesenslalom      |
| 12. Februar 2017 | Nauders                     | Österreich  | Super-G           |

### Juniorenweltmeisterschaften
- Wisła 2003: 5. Riesenslalom, 5. Slalom, 5. Kombination, 9. Super-G
- Gosau 2004: 2. Slalom, 3. Super-G, 3. Kombination, 4. Riesenslalom

### Weitere Erfolge
- 23 österreichische Staatsmeistertitel in verschiedenen Disziplinen

## Auszeichnungen
- 2010: Goldenes Ehrenzeichen für Verdienste um die Republik Österreich